# Melhania forbesii
Melhania forbesii là một loài thực vật có hoa trong họ Cẩm quỳ. Loài này được Planch. ex Mast. mô tả khoa học đầu tiên năm 1868.